# Hucianka
Die Hucianka (deutsch: Hüttenhübel) ist ein 548 m hoher Berg im schlesischen Teil des Isergebirges in Polen. Die Hucianka liegt im Zacken Kamm in der Gemeinde Mirsk.

## Beschreibung
Der Gipfel ist vollständig mit Nadelwald bewachsen. Der Berg besteht aus Graniten und Gneisen sowie Quarzen. Er ist der nördlichste Berg des Isergebirges. Von 1769 bis 1840 wurde an seinen Hängen Kobalt abgebaut. Ein gelb markierter Wanderweg verläuft von Przecznica über den Gipfel auf den Bergpass Rozdroże Izerskie.